# Malarrifsviti
Malarrifsviti – latarnia morska znajdująca się w miejscowości Malarrif, na zachodzie Islandii. Leży na południowym wybrzeżu półwyspu Snæfellsnes, na południe od wulkanu Snæfellsjökull, około 10 km na zachód od Arnarstapi. Biała, cylindryczna wieża o średnicy 24 m z czterema przyporami znajduje się na terenie Parku Narodowego Snæfellsjökull. Ma wysokość 24,5 m. Światło umiejscowione 30 m n.p.m. nadaje 4 błyski co 30 sekund w kolorze białym, czerwonym lub zielonym w zależności od kierunku.
Pierwsza latarnia morska w Malarrif powstała w 1917, a jej wysokość wynosiła 20 metrów. Posiadała metalową konstrukcję, która z czasem korodowała. W 1946 zniszczony przez niekorzystne warunki obiekt zastąpiła betonowa konstrukcja. Jej architektem był Ágúst Pálssyni. Od 1957 posiada zasilanie elektryczne. Światło jest powiększane przez soczewkę 1000 mm, która wykorzystywana była jeszcze w starej latarni od początków jej istnienia. Latarnik obsługujący ten obiekt miał zamieszkiwał w Malarrif od 1917 do 1991. Dawniej wyposażona była w radiolatarnię.

## Galeria

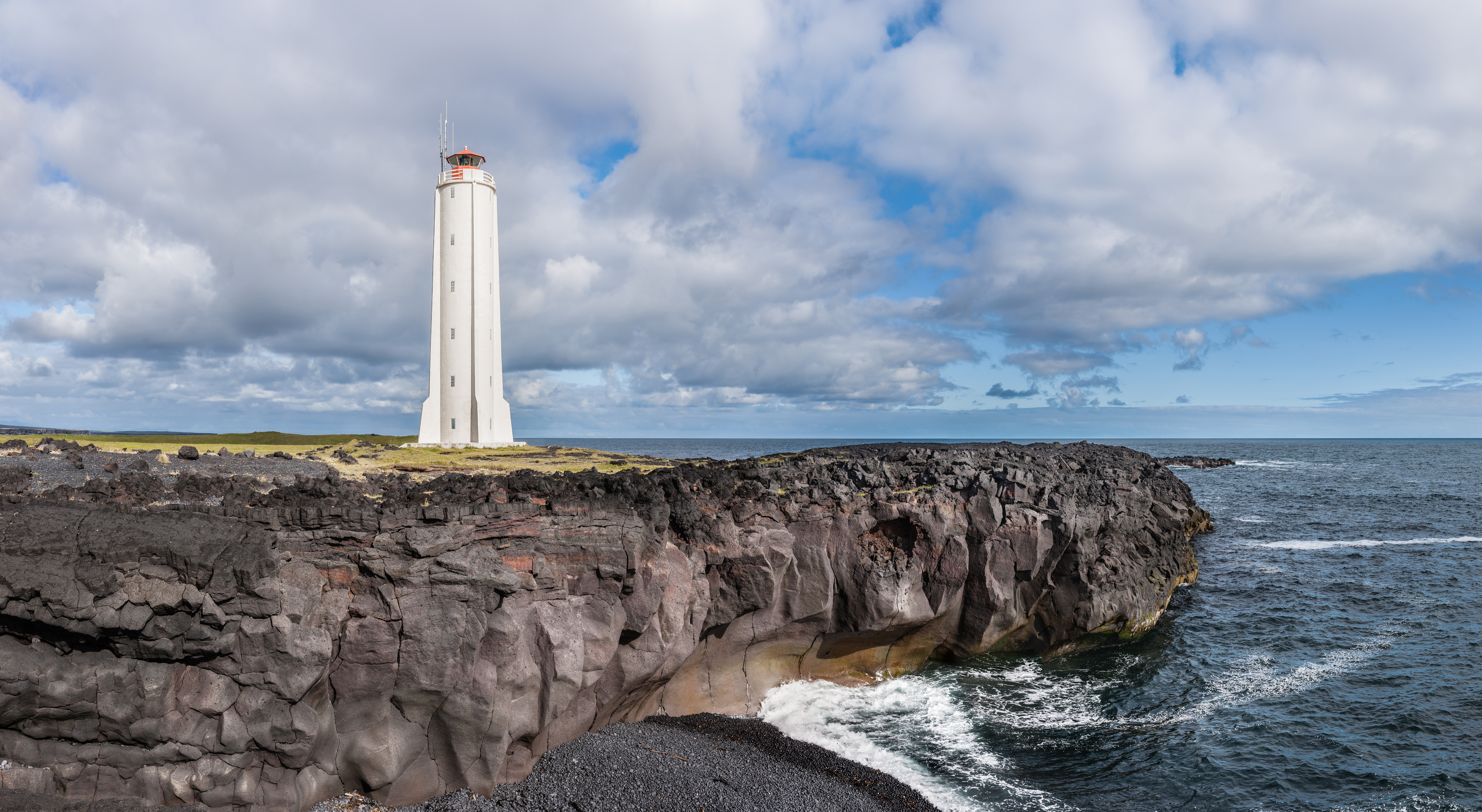
Malarrifsviti od strony zachodniej
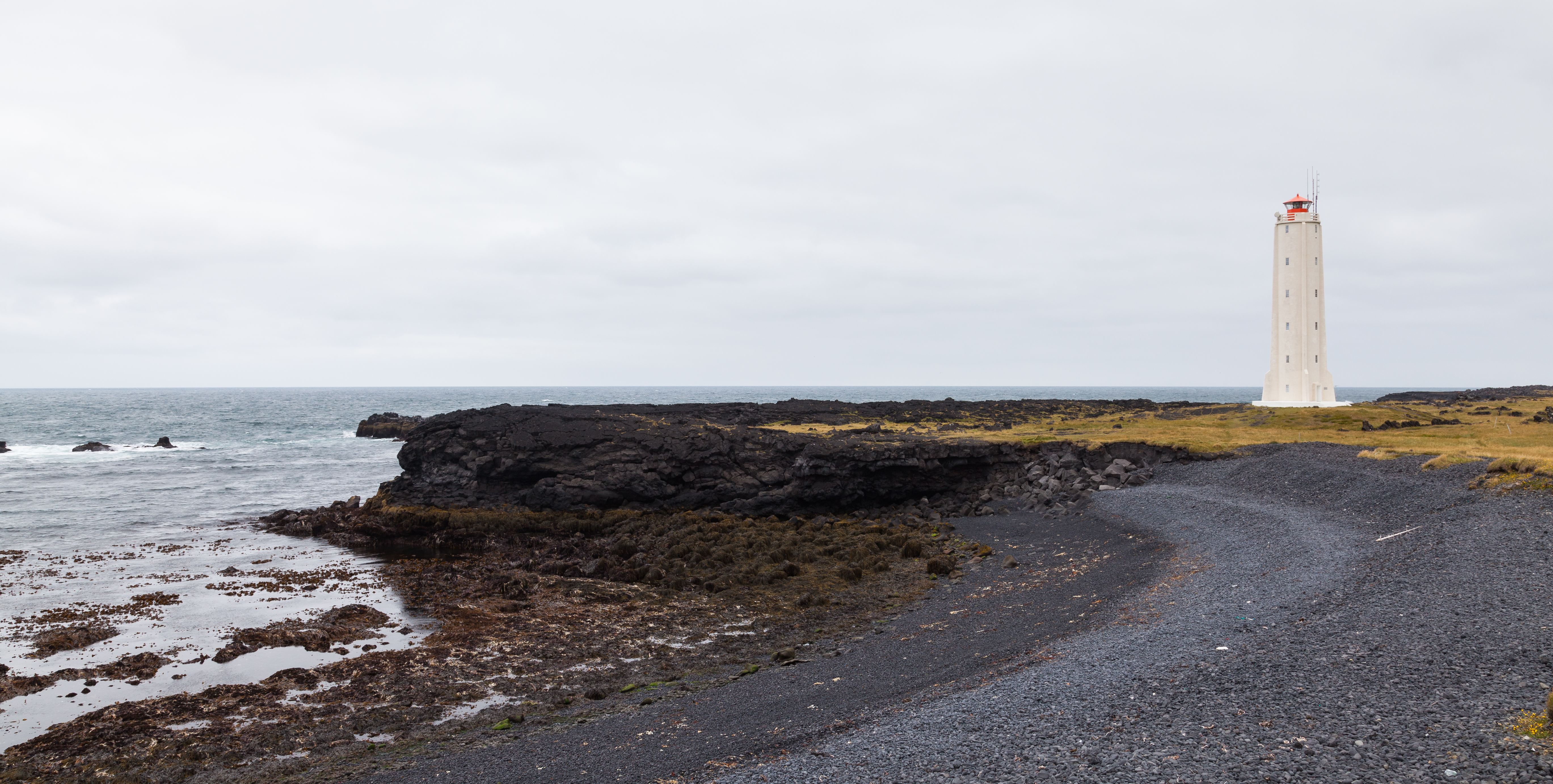
Malarrifsviti od strony wschodniej
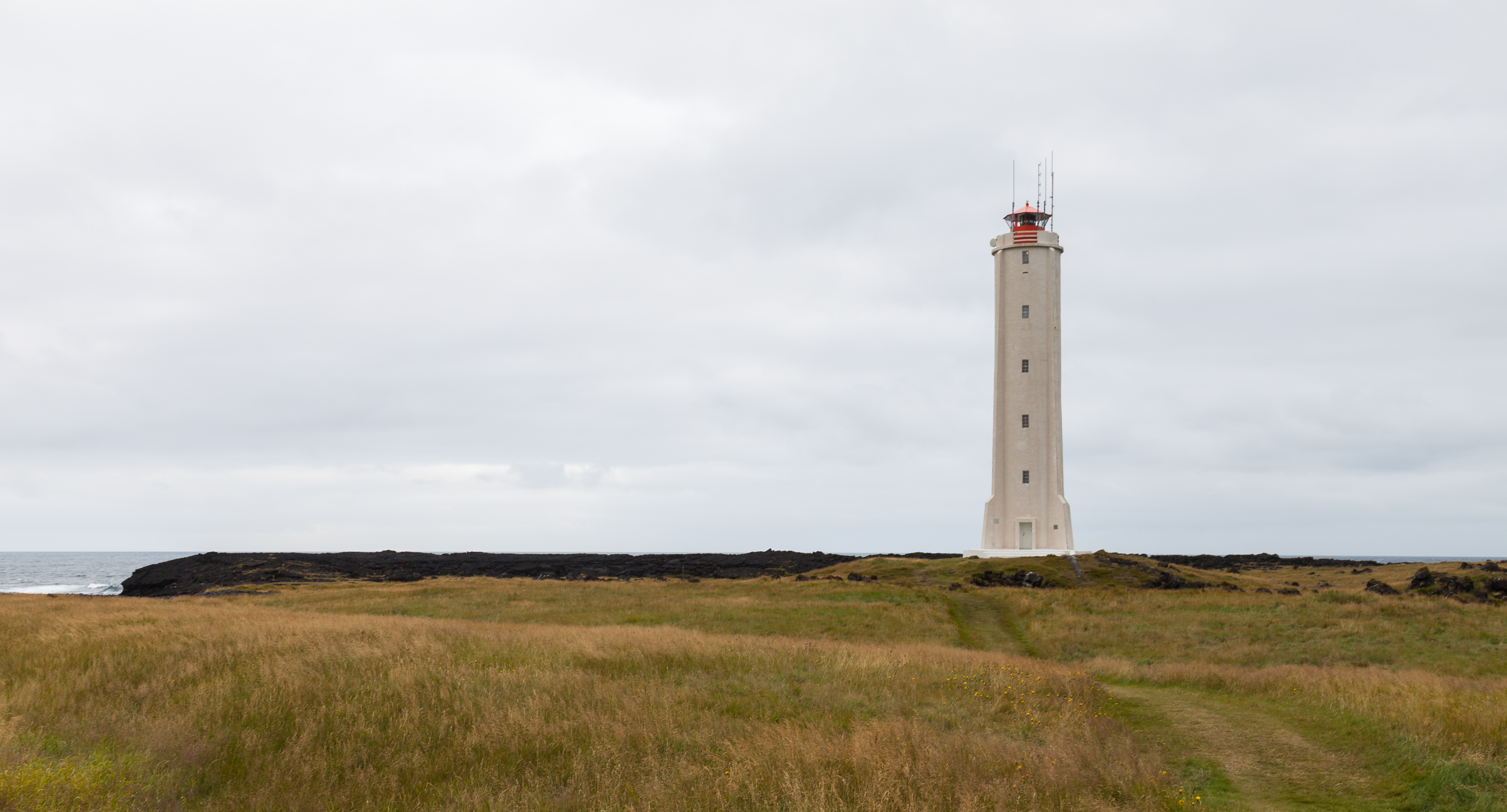
Latarnia od strony lądu